# Archives municipales contemporaines de Barcelone
Les Archives municipales contemporaines de Barcelone (en catalan : Arxiu Municipal Contemporani de Barcelona) (AMCB) sont les archives responsables de l'entrée, de la garde, du traitement et de la diffusion de la documentation produite et reçue par les services de la ville de Barcelone depuis le premier tiers du XIXe siècle jusqu'à aujourd'hui. Elles effectuent les mêmes tâches pour tous les fonds documentaires de la même période et qui ont un intérêt pour l'histoire de la ville. Les utilisateurs des archives peuvent être les services municipaux, les chercheurs, les étudiants et les citoyens.
Les Archives municipales contemporaines constituent l'un des centres des Archives municipales de Barcelone.